# Список птахів Монако
Список птахів Монако — перелік видів птахів, які були зареєстровані в дикому стані у Монако. Орнітофауна Монако включає 192 види.
Таксономічна обробка цього списку (позначення та послідовність рядів, родин і видів) і номенклатура (наукові назви) ґрунтується на «Контрольному списку птахів світу Клементса», видання 2022 року.

## Позначки
Теги, що використовуються для виділення охоронного статусу кожного виду за оцінками МСОП:
| EX | Extinct               | Зниклий                          |
| CR | Critically Endangered | Перебуває під критичною загрозою |
| EN | Endangered            | Перебуває під загрозою           |
| VU | Vulnerable            | Уразливий                        |
| NT | Near Threatened       | Близький до загрозливого стану   |
| LC | Least Concern         | У найменшій загрозі              |
| DD | Data Deficient        | Відомості недостатні             |
| NE | Not Evaluated         | Види з недослідженим статусом    |

## Ряд Гусеподібні (Anseriformes)
Ряд включає лебедів, гусей та качок. Представники ряду мають перетинчасті лапи, вони пристосовані до водного способу життя. Ряд містить близько 170 видів, з них на території країни трапляється 8 видів.

### Родина Качкові (Anatidae)
| Українська назва                | Латинська назва      | Автор таксона     | Статус МСОП | Зображення |
| Ряд: Гусеподібні (Anseriformes) |                      |                   |             |            |
| Родина: Качкові (Anatidae)      |                      |                   |             |            |
| Лебідь-шипун                    | Cygnus olor          | Gmelin, 1789      | LC          |            |
| Галагаз звичайний               | Tadorna tadorna      | Linnaeus, 1758    | LC          |            |
| Широконіска північна            | Anas clypeata        | Linnaeus, 1758    | LC          |            |
| Крижень                         | Anas platyrhynchos   | Linnaeus, 1758    | LC          |            |
| Чирянка мала                    | Anas crecca          | Linnaeus, 1758    | LC          |            |
| Попелюх                         | Aythya ferina        | Linnaeus, 1758    | LC          |            |
| Чернь білоока                   | Aythya nyroca        | Güldenstädt, 1770 | NT          |            |
| Гага звичайна                   | Somateria mollissima | Linnaeus, 1758    | LC          |            |

## Ряд Куроподібні (Galliformes)
Широко поширений ряд птахів. У куроподібних міцні лапи, пристосовані для швидкого бігу і риття землі. Літати вміють не всі курячі та, в кращому випадку, лише на невеликі відстані. Відомо близько 250 видів, з них у фауні Монако зареєстровано 5 видів.

### Родина Фазанові (Phasianidae)
| Українська назва               | Латинська назва     | Автор таксона    | Статус МСОП | Зображення |
| Ряд: Куроподібні (Galliformes) |                     |                  |             |            |
| Родина: Фазанові (Phasianidae) |                     |                  |             |            |
| Куріпка тундрова               | Lagopus muta        | Montin, 1781     | LC          |            |
| Фазан звичайний                | Phasianus colchicus | Linnaeus, 1758   | LC          |            |
| Перепілка звичайна             | Coturnix coturnix   | Linnaeus, 1758   | LC          |            |
| Кеклик червононогий            | Alectoris graeca    | (Meisner, 1804)  | LC          |            |
| Кеклик червононогий            | Alectoris rufa      | (Linnaeus, 1758) | NT          |            |

## Ряд Пірникозоподібні (Podicipediformes)
Пірникози — це малих і середніх великих прісноводні пірнаючі птахи. Вони мають перетинчасті пальці і є чудовими плавцями і пірнальниками. Проте, їхні ноги розміщені далеко позаду тіла, що робить їх досить незграбними на суші. Відомо 20 видів пірникоз, з них 3 види трапляються в Монако.

### Родина Пірникозові (Podicipedidae)
| Українська назва                         | Латинська назва     | Автор таксона  | Статус МСОП | Зображення |
| Ряд: Пірникозоподібні (Podicipediformes) |                     |                |             |            |
| Родина: Пірникозові (Podicipedidae)      |                     |                |             |            |
| Пірникоза мала                           | Podiceps ruficollis | Pallas, 1764   | LC          |            |
| Пірникоза сірощока                       | Podiceps grisegena  | Boddaert, 1783 | LC          |            |
| Пірникоза велика                         | Podiceps cristatus  | Linnaeus, 1758 | LC          |            |

## Ряд Голубоподібні (Columbiformes)
Голуби — це дрібні птахи із міцною тілобудовою та короткою шиєю. Харчуються насінням, плодами. Відомо 344 види, з них на території Монако трапляються 4 види.

### Родина Голубові (Columbidae)
| Українська назва                   | Латинська назва       | Автор таксона     | Статус МСОП | Зображення |
| Ряд: Голубоподібні (Columbiformes) |                       |                   |             |            |
| Родина: Голубові (Columbidae)      |                       |                   |             |            |
| Голуб сизий                        | Columba livia         | Gmelin, 1789      | LC          |            |
| Припутень                          | Columba palumbus      | Linnaeus, 1758    | LC          |            |
| Горлиця звичайна                   | Streptopelia turtur   | Linnaeus, 1758    | LC          |            |
| Горлиця садова                     | Streptopelia decaocto | Frivaldszky, 1838 | NT          |            |

## Ряд Зозулеподібні (Cuculiformes)
Це птахи середнього розміру з тонкими тілами, довгими хвостами і сильними ногами. У зозуль відомий гніздовий паразитизм. Відомо 138 видів, з них в Монако — 2 види.

### Родина Зозулеві (Cuculidae)
| Українська назва                  | Латинська назва     | Автор таксона  | Статус МСОП | Зображення |
| Ряд: Зозулеподібні (Cuculiformes) |                     |                |             |            |
| Родина: Зозулеві (Cuculidae)      |                     |                |             |            |
| Зозуля чубата                     | Clamator glandarius | Linnaeus, 1758 | LC          |            |
| Зозуля звичайна                   | Cuculus canorus     | Linnaeus, 1758 | LC          |            |

## Ряд Дрімлюгоподібні (Caprimulgiformes)
Дрімлюги — це середні нічні птахи, які зазвичай гніздяться на землі. У них є довгі крила, короткі ноги і дуже короткі дзьоби. Відомо 86 видів дрімлюг, з яких один вид поширений в Монако.

### Родина Дрімлюгові (Caprimulgidae)
| Українська назва                        | Латинська назва       | Автор таксона  | Статус МСОП | Зображення |
| Ряд: Дрімлюгоподібні (Caprimulgiformes) |                       |                |             |            |
| Родина: Дрімлюгові (Caprimulgidae)      |                       |                |             |            |
| Дрімлюга звичайний                      | Caprimulgus europaeus | Linnaeus, 1758 | LC          |            |

## Ряд Серпокрильцеподібні (Apodiformes)
Невеликі птахи, які проводять більшу частину свого життя в польоті. Ці птахи мають дуже короткі ноги і ніколи не сідають добровільно на землю, а сідають лише на вертикальні поверхні. Відомо 341 вид серпокрильцеподібних, з них в Монако спостерігалося три види.

### Родина Серпокрильцеві (Apodidae)
| Українська назва                       | Латинська назва    | Автор таксона  | Статус МСОП | Зображення |
| Ряд: Серпокрильцеподібні (Apodiformes) |                    |                |             |            |
| Родина: Серпокрильцеві (Apodidae)      |                    |                |             |            |
| Серпокрилець білочеревий               | Tachymarptis melba | Linnaeus, 1758 | LC          |            |
| Серпокрилець чорний                    | Apus apus          | Linnaeus, 1758 | LC          |            |
| Серпокрилець блідий                    | Apus pallidus      | Shelley, 1870  | LC          |            |

## Ряд Журавлеподібні (Gruiformes)
Великий ряд різноманітних за зовнішнім виглядом, особливостями внутрішньої будови і способу життя птахів. Переважно болотні і наземні птахи, рідше ті, що гніздяться на деревах. Відомо близько 190 видів, з них у фауні Монако спостерігалося 3 види.

### Родина Пастушкові (Rallidae)
| Українська назва                 | Латинська назва     | Автор таксона  | Статус МСОП | Зображення |
| Ряд: Журавлеподібні (Gruiformes) |                     |                |             |            |
| Родина: Пастушкові (Rallidae)    |                     |                |             |            |
| Курочка водяна                   | Gallinula chloropus | Linnaeus, 1758 | LC          |            |
| Лиска                            | Fulica atra         | Linnaeus, 1758 | LC          |            |

### Родина Журавлеві (Gruidae)
| Українська назва                 | Латинська назва | Автор таксона  | Статус МСОП | Зображення |
| Ряд: Журавлеподібні (Gruiformes) |                 |                |             |            |
| Родина: Журавлеві (Gruidae)      |                 |                |             |            |
| Журавель сірий                   | Grus grus       | Linnaeus, 1758 | LC          |            |

## Ряд Сивкоподібні (Charadriiformes)
Один з найбільших рядів водних і навколоводних птахів, поширених у всьому світі, що значно розрізняються як морфологічно, так і поведінковими характеристиками. Відомо 343 види, з них 28 видів трапляються в Монако.

### Родина Чоботарові (Recurvirostridae)
| Українська назва                      | Латинська назва       | Автор таксона  | Статус МСОП | Зображення |
| Ряд: Сивкоподібні (Charadriiformes)   |                       |                |             |            |
| Родина: Чоботарові (Recurvirostridae) |                       |                |             |            |
| Кулик-довгоніг                        | Himantopus himantopus | Linnaeus, 1758 | LC          |            |

### Родина Сивкові (Charadriidae)
| Українська назва                    | Латинська назва   | Автор таксона | Статус МСОП | Зображення |
| Ряд: Сивкоподібні (Charadriiformes) |                   |               |             |            |
| Родина: Сивкові (Charadriidae)      |                   |               |             |            |
| Пісочник малий                      | Charadrius dubius | Scopoli, 1786 | LC          |            |

### Родина Баранцеві (Scolopacidae)
| Українська назва                    | Латинська назва     | Автор таксона     | Статус МСОП | Зображення |
| Ряд: Сивкоподібні (Charadriiformes) |                     |                   |             |            |
| Родина: Баранцеві (Scolopacidae)    |                     |                   |             |            |
| Кульон великий                      | Numenius arquata    | Linnaeus, 1758    | NT          |            |
| Грицик великий                      | Limosa limosa       | Linnaeus, 1758    | NT          |            |
| Брижач                              | Calidris pugnax     | Linnaeus, 1758    | LC          |            |
| Побережник червоногрудий            | Calidris ferruginea | Pontoppidan, 1763 | LC          |            |
| Побережник білохвостий              | Calidris temminckii | Leisler, 1812     | LC          |            |
| Слуква                              | Scolopax rusticola  | Linnaeus, 1758    | LC          |            |
| Набережник палеарктичний            | Actitis hypoleucos  | Linnaeus, 1758    | LC          |            |
| Набережник плямистий                | Actitis macularius  | Linnaeus, 1758    | LC          |            |
| Коловодник лісовий                  | Tringa ochropus     | Linnaeus, 1758    | LC          |            |
| Коловодник звичайний                | Tringa totanus      | Linnaeus, 1758    | LC          |            |
| Коловодник болотяний                | Tringa glareola     | Linnaeus, 1758    | LC          |            |
| Коловодник великий                  | Tringa nebularia    | Gunnerus, 1767    | LC          |            |

### Родина Алькові (Alcidae)
| Українська назва                    | Латинська назва    | Автор таксона  | Статус МСОП | Зображення |
| Ряд: Сивкоподібні (Charadriiformes) |                    |                |             |            |
| Родина: Алькові (Alcidae)           |                    |                |             |            |
| Іпатка атлантична                   | Fratercula arctica | Linnaeus, 1758 | VU          |            |

### Родина Мартинові (Laridae)
| Українська назва                    | Латинська назва            | Автор таксона  | Статус МСОП | Зображення |
| Ряд: Сивкоподібні (Charadriiformes) |                            |                |             |            |
| Родина: Мартинові (Laridae)         |                            |                |             |            |
| Мартин трипалий                     | Rissa tridactyla           | Linnaeus, 1758 | VU          |            |
| Мартин звичайний                    | Larus ridibundus           | Linnaeus, 1766 | LC          |            |
| Мартин малий                        | Larus minutus              | Pallas, 1776   | LC          |            |
| Мартин середземноморський           | Ichthyaetus melanocephalus | Temminck, 1820 | LC          |            |
| Мартин сизий                        | Larus canus                | Linnaeus, 1758 | LC          |            |
| Мартин жовтоногий                   | Larus cachinnans           | Pallas, 1811   | LC          |            |
| Мартин скельний                     | Larus michahellis          | Naumann, 1840  | LC          |            |
| Мартин чорнокрилий                  | Larus fuscus               | Linnaeus 1758  | LC          |            |
| Крячок чорнодзьобий                 | Gelochelidon nilotica      | Gmelin, 1789   | LC          |            |
| Крячок рябодзьобий                  | Thalasseus sandvicensis    | Latham, 1787   | LC          |            |
| Крячок малий                        | Sterna albifrons           | Pallas, 1764   | LC          |            |
| Крячок річковий                     | Sterna hirundo             | Linnaeus, 1758 | LC          |            |
| Крячок білощокий                    | Chlidonias hybrida         | Pallas, 1811   | LC          |            |

## Ряд Гагароподібні (Gaviiformes)
Група водних птахів, що поширені у багатьох районах Північної Америки та Північної Європи. Відомо 5 видів гагар, з них один трапляються в Монако.

### Родина Гагарові (Gaviidae)
| Українська назва                 | Латинська назва | Автор таксона  | Статус МСОП | Зображення |
| Ряд: Гагароподібні (Gaviiformes) |                 |                |             |            |
| Родина: Гагарові (Gaviidae)      |                 |                |             |            |
| Гагара чорношия                  | Gavia arctica   | Linnaeus, 1758 | LC          |            |

## Ряд Буревісникоподібні (Procellariiformes)
Це морські птахи. Альбатроси є найбільшими літаючими птахами та найбільшими мандрівниками серед птахів. Відомо 117 видів буревісникоподібних, з них в Монако трапляється 3 види.

### Родина Качуркові (Hydrobatidae)
| Українська назва                            | Латинська назва      | Автор таксона  | Статус МСОП | Зображення |
| Ряд: Буревісникоподібні (Procellariiformes) |                      |                |             |            |
| Родина: Качуркові (Hydrobatidae)            |                      |                |             |            |
| Качурка морська                             | Hydrobates pelagicus | Linnaeus, 1758 | LC          |            |

### Родина Буревісникові (Procellariidae)
| Українська назва                            | Латинська назва      | Автор таксона   | Статус МСОП | Зображення |
| Ряд: Буревісникоподібні (Procellariiformes) |                      |                 |             |            |
| Родина: Буревісникові (Procellariidae)      |                      |                 |             |            |
| Буревісник середземноморський               | Calonectris diomedea | (Scopoli, 1769) | LC          |            |
| Буревісник східний                          | Puffinus yelkouan    | (Acerbi, 1827)  | VU          |            |

## Ряд Сулоподібні (Suliformes)
Родина середніх і великих прибережних рибоїдних морських птахів, до якої входять сули та баклани. Колір оперення різний, причому більшість має переважно темне оперення, деякі види чорно-білі, а деякі різнокольорові. Відомо 61 вид, з них три трапляються в Монако.

### Родина Сулові (Sulidae)
| Українська назва              | Латинська назва | Автор таксона  | Статус МСОП | Зображення |
| Ряд: Сулоподібні (Suliformes) |                 |                |             |            |
| Родина: Сулові (Sulidae)      |                 |                |             |            |
| Сула атлантична               | Morus bassanus  | Linnaeus, 1758 | LC          |            |

### Родина Бакланові (Phalacrocoracidae)
| Українська назва                      | Латинська назва           | Автор таксона  | Статус МСОП | Зображення |
| Ряд: Пеліканоподібні (Pelecaniformes) |                           |                |             |            |
| Родина: Бакланові (Phalacrocoracidae) |                           |                |             |            |
| Баклан великий                        | Phalacrocorax carbo       | Linnaeus, 1758 | LC          |            |
| Баклан чубатий                        | Phalacrocorax aristotelis | Linnaeus, 1761 | LC          |            |

## Ряд Пеліканоподібні (Pelecaniformes)
Пеліканоподібні — це середніх або великих розмірів прибережні морські птахи. Живляться рибою, полюючи на неї на поверхні або пірнаючи під воду. Відомо близько 170 видів, з них 5 видів спостерігалися в Монако.

### Родина Чаплеві (Ardeidae)
| Українська назва                      | Латинська назва       | Автор таксона  | Статус МСОП | Зображення |
| Ряд: Пеліканоподібні (Pelecaniformes) |                       |                |             |            |
| Родина: Чаплеві (Ardeidae)            |                       |                |             |            |
| Бугай                                 | Botaurus stellaris    | Linnaeus, 1758 | LC          |            |
| Бугайчик                              | Ixobrychus minutus    | Linnaeus, 1766 | LC          |            |
| Квак                                  | Nycticorax nycticorax | Linnaeus, 1758 | LC          |            |
| Чапля сіра                            | Ardea cinerea         | Linnaeus, 1758 | LC          |            |
| Чепура мала                           | Egretta garzetta      | Linnaeus, 1766 | LC          |            |

## Ряд Яструбоподібні (Accipitriformes)
Родина хижих птахів, до якої входять скопи, яструби, орли, шуліки, луні та грифи. У цих птахів потужні гачкуваті дзьоби, за допомогою яких вони відривають м’ясо від жертви, сильні ноги, потужні кігті та гострий зір. Виділяють 262 види яструбоподібних, з них 10 видів у Монако.

### Родина Скопові (Pandionidae)
| Українська назва                   | Латинська назва   | Автор таксона  | Статус МСОП | Зображення |
| Ряд: Соколоподібні (Falconiformes) |                   |                |             |            |
| Родина: Скопові (Pandionidae)      |                   |                |             |            |
| Скопа                              | Pandion haliaetus | Linnaeus, 1758 | LC          |            |

### Родина Яструбові (Accipitridae)
| Українська назва                   | Латинська назва     | Автор таксона  | Статус МСОП | Зображення |
| Ряд: Соколоподібні (Falconiformes) |                     |                |             |            |
| Родина: Яструбові (Accipitridae)   |                     |                |             |            |
| Осоїд                              | Pernis apivorus     | Linnaeus, 1758 | LC          |            |
| Орел-карлик                        | Hieraaetus pennatus | (Gmelin, 1788) | LC          |            |
| Беркут                             | Aquila chrysaetos   | Linnaeus, 1758 | LC          |            |
| Яструб малий                       | Accipiter nisus     | Linnaeus, 1758 | LC          |            |
| Яструб великий                     | Accipiter gentilis  | Linnaeus, 1758 | LC          |            |
| Лунь польовий                      | Circus cyaneus      | Linnaeus, 1766 | LC          |            |
| Лунь лучний                        | Circus pygargus     | Linnaeus, 1758 | LC          |            |
| Шуліка чорний                      | Milvus migrans      | Boddaert, 1783 | LC          |            |
| Канюк звичайний                    | Buteo buteo         | Linnaeus, 1758 | LC          |            |

## Ряд Совоподібні (Strigiformes)
Це великі одиночні нічні хижаки. Вони мають великі, звернені вперед очі і вуха та круглий лицьовий диск. Відомо 211 видів, з них в Монако — 6 видів.

### Родина Сипухові (Tytonidae)
| Українська назва                | Латинська назва | Автор таксона | Статус МСОП | Зображення |
| Ряд: Совоподібні (Strigiformes) |                 |               |             |            |
| Родина: Сипухові (Tytonidae)    |                 |               |             |            |
| Сипуха                          | Tyto alba       | Scopoli, 1769 | LC          |            |

### Родина Совові (Strigidae)
| Українська назва                | Латинська назва | Автор таксона  | Статус МСОП | Зображення |
| Ряд: Совоподібні (Strigiformes) |                 |                |             |            |
| Родина: Совові (Strigidae)      |                 |                |             |            |
| Сич хатній                      | Athene noctua   | Scopoli, 1769  | LC          |            |
| Совка                           | Otus scops      | Linnaeus, 1758 | LC          |            |
| Сова вухата                     | Asio otus       | Linnaeus, 1758 | LC          |            |
| Пугач палеарктичний             | Bubo bubo       | Linnaeus, 1758 | LC          |            |
| Сова сіра                       | Strix aluco     | Linnaeus, 1758 | LC          |            |

## Ряд Bucerotiformes

#### Родина Одудові (Upupidae)
| Українська назва           | Латинська назва | Автор таксона  | Статус МСОП | Зображення |
| Ряд: Bucerotiformes        |                 |                |             |            |
| Родина: Одудові (Upupidae) |                 |                |             |            |
| Одуд                       | Upupa epops     | Linnaeus, 1758 | LC          |            |

## Ряд Сиворакшоподібні (Coraciiformes)
Відомо близько 90 видів сиворакшоподібних, з них в Монако спостерігаються 3 види.

### Родина Сиворакшові (Coraciidae)
| Українська назва                      | Латинська назва   | Автор таксона  | Статус МСОП | Зображення |
| Ряд: Сиворакшоподібні (Coraciiformes) |                   |                |             |            |
| Родина: Сиворакшові (Coraciidae)      |                   |                |             |            |
| Сиворакша                             | Coracias garrulus | Linnaeus, 1758 | NT          |            |

### Родина Рибалочкові (Alcedinidae)
| Українська назва                      | Латинська назва | Автор таксона  | Статус МСОП | Зображення |
| Ряд: Сиворакшоподібні (Coraciiformes) |                 |                |             |            |
| Родина: Рибалочкові (Alcedinidae)     |                 |                |             |            |
| Рибалочка блакитний                   | Alcedo atthis   | Linnaeus, 1758 | LC          |            |

### Родина Бджолоїдкові (Meropidae)
| Українська назва                      | Латинська назва | Автор таксона  | Статус МСОП | Зображення |
| Ряд: Сиворакшоподібні (Coraciiformes) |                 |                |             |            |
| Родина: Бджолоїдкові (Meropidae)      |                 |                |             |            |
| Бджолоїдка звичайна                   | Merops apiaster | Linnaeus, 1758 | LC          |            |

## Ряд Дятлоподібні (Piciformes)
Птахи малого та середнього розміру з долотоподібними дзьобами, короткими ногами, жорсткими хвостами та довгими язиками, які використовуються для лову комах. Із 440 видів дятлоподібних в Монако трапляється 5 видів.

### Родина Дятлові (Picidae)
| Українська назва               | Латинська назва   | Автор таксона  | Статус МСОП | Зображення |
| Ряд: Дятлоподібні (Piciformes) |                   |                |             |            |
| Родина: Дятлові (Picidae)      |                   |                |             |            |
| Крутиголовка                   | Jynx torquilla    | Linnaeus, 1758 | LC          |            |
| Дятел малий                    | Dryobates minor   | Linnaeus, 1758 | LC          |            |
| Дятел звичайний                | Dendrocopos major | Linnaeus, 1758 | LC          |            |
| Жовна чорна                    | Dryocopus martius | Linnaeus, 1758 | LC          |            |
| Жовна зелена                   | Picus viridis     | Linnaeus, 1758 | LC          |            |

## Ряд Соколоподібні (Falconiformes)
Родина денних хижих птахів. Вони відрізняються від яструбів тим, що вбивають дзьобом, а не кігтями. Відомо 65 видів соколів, з них чотири трапляються в Монако.

### Родина Соколові (Falconidae)
| Українська назва                   | Латинська назва   | Автор таксона  | Статус МСОП | Зображення |
| Ряд: Соколоподібні (Falconiformes) |                   |                |             |            |
| Родина: Соколові (Falconidae)      |                   |                |             |            |
| Боривітер звичайний                | Falco tinnunculus | Linnaeus, 1758 | LC          |            |
| Кібчик                             | Falco vespertinus | Linnaeus, 1766 | VU          |            |
| Підсоколик великий                 | Falco subbuteo    | Linnaeus, 1758 | LC          |            |
| Сапсан                             | Falco peregrinus  | Tunstall, 1771 | LC          |            |

## Ряд Горобцеподібні (Passeriformes)
Переважно дрібні і середньої величини птахи, що значно різняться за зовнішнім виглядом, способом життя, умовами проживання і способами добування їжі. Поширені по всьому світу. Відомо близько 5400 видів, з них на території Монако зафіксовано 93 види.

### Родина Сорокопудові (Laniidae)
| Українська назва                    | Латинська назва  | Автор таксона  | Статус МСОП | Зображення |
| Ряд: Горобцеподібні (Passeriformes) |                  |                |             |            |
| Родина: Сорокопудові (Laniidae)     |                  |                |             |            |
| Сорокопуд терновий                  | Lanius collurio  | Linnaeus, 1758 | LC          |            |
| Сорокопуд сірий                     | Lanius excubitor | Linnaeus, 1758 | LC          |            |

### Родина Воронові (Corvidae)
| Українська назва                    | Латинська назва         | Автор таксона    | Статус МСОП | Зображення |
| Ряд: Горобцеподібні (Passeriformes) |                         |                  |             |            |
| Родина: Воронові (Corvidae)         |                         |                  |             |            |
| Сойка                               | Garrulus glandarius     | Linnaeus, 1758   | LC          |            |
| Сорока звичайна                     | Pica pica               | Linnaeus, 1758   | LC          |            |
| Галка червонодзьоба                 | Pyrrhocorax pyrrhocorax | Linnaeus, 1758   | LC          |            |
| Галка                               | Corvus monedula         | Linnaeus, 1758   | LC          |            |
| Грак                                | Corvus frugilegus       | Linnaeus, 1758   | LC          |            |
| Ворона чорна                        | Corvus corone           | Linnaeus, 1758   | LC          |            |
| Ворона сіра                         | Corvus cornix           | (Linnaeus, 1758) | LC          |            |
| Крук                                | Corvus corax            | Linnaeus, 1758   | LC          |            |

### Родина Синицеві (Paridae)
| Українська назва                    | Латинська назва       | Автор таксона     | Статус МСОП | Зображення |
| Ряд: Горобцеподібні (Passeriformes) |                       |                   |             |            |
| Родина: Синицеві (Paridae)          |                       |                   |             |            |
| Синиця чорна                        | Parus ater            | Linnaeus, 1758    | LC          |            |
| Синиця чубата                       | Lophophanes cristatus | Linnaeus, 1758    | LC          |            |
| Гаїчка болотяна                     | Poecile palustris     | Linnaeus, 1758    | LC          |            |
| Гаїчка-пухляк                       | Poecile montanus      | Baldenstein, 1827 | LC          |            |
| Синиця блакитна                     | Parus caeruleus       | Linnaeus, 1758    | LC          |            |
| Синиця велика                       | Parus major           | Linnaeus, 1758    | LC          |            |

### Родина Жайворонкові (Alaudidae)
| Українська назва                    | Латинська назва | Автор таксона  | Статус МСОП | Зображення |
| Ряд: Горобцеподібні (Passeriformes) |                 |                |             |            |
| Родина: Жайворонкові (Alaudidae)    |                 |                |             |            |
| Жайворонок лісовий                  | Lullula arborea | Linnaeus, 1758 | LC          |            |
| Жайворонок польовий                 | Alauda arvensis | Linnaeus, 1758 | LC          |            |

### Родина Тамікові (Cisticolidae)
| Українська назва                    | Латинська назва    | Автор таксона      | Статус МСОП | Зображення |
| Ряд: Горобцеподібні (Passeriformes) |                    |                    |             |            |
| Родина: Тамікові (Cisticolidae)     |                    |                    |             |            |
| Таміка віялохвоста                  | Cisticola juncidis | (Rafinesque, 1810) | LC          |            |

### Родина Очеретянкові (Acrocephalidae)
| Українська назва                      | Латинська назва           | Автор таксона    | Статус МСОП | Зображення |
| Ряд: Горобцеподібні (Passeriformes)   |                           |                  |             |            |
| Родина: Очеретянкові (Acrocephalidae) |                           |                  |             |            |
| Очеретянка велика                     | Acrocephalus arundinaceus | Linnaeus, 1758   | LC          |            |
| Очеретянка ставкова                   | Acrocephalus scirpaceus   | Hermann, 1804    | LC          |            |
| Берестянка багатоголоса               | Hippolais polyglotta      | (Vieillot, 1817) | LC          |            |

### Родина Ластівкові (Hirundinidae)
| Українська назва                    | Латинська назва        | Автор таксона   | Статус МСОП | Зображення |
| Ряд: Горобцеподібні (Passeriformes) |                        |                 |             |            |
| Родина: Ластівкові (Hirundinidae)   |                        |                 |             |            |
| Ластівка берегова                   | Riparia riparia        | Linnaeus, 1758  | LC          |            |
| Ластівка сільська                   | Hirundo rustica        | Linnaeus, 1758  | LC          |            |
| Білозорка річкова                   | Ptyonoprogne rupestris | (Scopoli, 1769) | LC          |            |
| Ластівка міська                     | Delichon urbicum       | Linnaeus, 1758  | LC          |            |

### Родина Вівчарикові (Phylloscopidae)
| Українська назва                     | Латинська назва        | Автор таксона    | Статус МСОП | Зображення |
| Ряд: Горобцеподібні (Passeriformes)  |                        |                  |             |            |
| Родина: Вівчарикові (Phylloscopidae) |                        |                  |             |            |
| Вівчарик весняний                    | Phylloscopus trochilus | Linnaeus, 1758   | LC          |            |
| Вівчарик-ковалик                     | Phylloscopus collybita | (Vieillot, 1817) | LC          |            |

### Родина Cettiidae
| Українська назва                    | Латинська назва | Автор таксона    | Статус МСОП | Зображення |
| Ряд: Горобцеподібні (Passeriformes) |                 |                  |             |            |
| Родина: Cettiidae                   |                 |                  |             |            |
| Очеретянка середземноморська        | Cettia cetti    | (Temminck, 1820) | LC          |            |

### Родина Довгохвостосиницеві (Aegithalidae)
| Українська назва                           | Латинська назва     | Автор таксона  | Статус МСОП | Зображення |
| Ряд: Горобцеподібні (Passeriformes)        |                     |                |             |            |
| Родина: Довгохвостосиницеві (Aegithalidae) |                     |                |             |            |
| Синиця довгохвоста                         | Aegithalos caudatus | Linnaeus, 1758 | LC          |            |

### Родина Кропив'янкові (Sylviidae)
| Українська назва                    | Латинська назва      | Автор таксона    | Статус МСОП | Зображення |
| Ряд: Горобцеподібні (Passeriformes) |                      |                  |             |            |
| Родина: Кропив'янкові (Sylviidae)   |                      |                  |             |            |
| Кропив'янка чорноголова             | Sylvia atricapilla   | Linnaeus, 1758   | LC          |            |
| Кропив'янка садова                  | Sylvia borin         | Boddaert, 1783   | LC          |            |
| Кропив'янка прудка                  | Sylvia curruca       | Linnaeus, 1758   | LC          |            |
| Кропив'янка співоча                 | Sylvia hortensis     | (Gmelin, 1789)   | LC          |            |
| Кропив'янка сіра                    | Sylvia communis      | Latham, 1787     | LC          |            |
| Кропив'янка середземноморська       | Sylvia melanocephala | (Gmelin, 1789    | LC          |            |
| Кропив'янка прованська              | Sylvia undata        | (Boddaert, 1783) | LC          |            |
| Кропив'янка південноєвропейська     | Sylvia subalpina     | (Temminck, 1820) | LC          |            |

### Родина Золотомушкові (Regulidae)
| Українська назва                    | Латинська назва      | Автор таксона  | Статус МСОП | Зображення |
| Ряд: Горобцеподібні (Passeriformes) |                      |                |             |            |
| Родина: Золотомушкові (Regulidae)   |                      |                |             |            |
| Золотомушка жовточуба               | Regulus regulus      | Linnaeus, 1758 | LC          |            |
| Золотомушка червоночуба             | Regulus ignicapillus | Temminck, 1820 | LC          |            |

### Родина Стінолазові (Tichodromidae)
| Українська назва                    | Латинська назва    | Автор таксона  | Статус МСОП | Зображення |
| Ряд: Горобцеподібні (Passeriformes) |                    |                |             |            |
| Родина: Стінолазові (Tichodromidae) |                    |                |             |            |
| Стінолаз                            | Tichodroma muraria | Linnaeus, 1766 | LC          |            |

### Родина Повзикові (Sittidae)
| Українська назва                    | Латинська назва | Автор таксона  | Статус МСОП | Зображення |
| Ряд: Горобцеподібні (Passeriformes) |                 |                |             |            |
| Родина: Повзикові (Sittidae)        |                 |                |             |            |
| Повзик звичайний                    | Sitta europaea  | Linnaeus, 1758 | LC          |            |

### Родина Підкоришникові (Certhiidae)
| Українська назва                    | Латинська назва       | Автор таксона  | Статус МСОП | Зображення |
| Ряд: Горобцеподібні (Passeriformes) |                       |                |             |            |
| Родина: Підкоришникові (Certhiidae) |                       |                |             |            |
| Підкоришник звичайний               | Certhia familiaris    | Linnaeus, 1758 | LC          |            |
| Підкоришник короткопалий            | Certhia brachydactyla | Brehm, 1820    | LC          |            |

### Родина Воловоочкові (Troglodytidae)
| Українська назва                     | Латинська назва         | Автор таксона  | Статус МСОП | Зображення |
| Ряд: Горобцеподібні (Passeriformes)  |                         |                |             |            |
| Родина: Воловоочкові (Troglodytidae) |                         |                |             |            |
| Волове очко                          | Troglodytes troglodytes | Linnaeus, 1758 | LC          |            |

### Родина Пронуркові (Cinclidae)
| Українська назва                    | Латинська назва | Автор таксона  | Статус МСОП | Зображення |
| Ряд: Горобцеподібні (Passeriformes) |                 |                |             |            |
| Родина: Пронуркові (Cinclidae)      |                 |                |             |            |
| Пронурок                            | Cinclus cinclus | Linnaeus, 1758 | LC          |            |

### Родина Шпакові (Sturnidae)
| Українська назва                    | Латинська назва  | Автор таксона  | Статус МСОП | Зображення |
| Ряд: Горобцеподібні (Passeriformes) |                  |                |             |            |
| Родина: Шпакові (Sturnidae)         |                  |                |             |            |
| Шпак звичайний                      | Sturnus vulgaris | Linnaeus, 1758 | LC          |            |
| Шпак піренейський                   | Sturnus unicolor | Temminck, 1820 | LC          |            |

### Родина Дроздові (Turdidae)
| Українська назва                    | Латинська назва   | Автор таксона  | Статус МСОП | Зображення |
| Ряд: Горобцеподібні (Passeriformes) |                   |                |             |            |
| Родина: Дроздові (Turdidae)         |                   |                |             |            |
| Дрізд чорний                        | Turdus merula     | Linnaeus, 1758 | LC          |            |
| Чикотень                            | Turdus pilaris    | Linnaeus, 1758 | LC          |            |
| Дрізд білобровий                    | Turdus iliacus    | Linnaeus, 1766 | NT          |            |
| Дрізд співочий                      | Turdus philomelos | Brehm, 1831    | LC          |            |
| Дрізд-омелюх                        | Turdus viscivorus | Linnaeus, 1758 | LC          |            |

### Родина Мухоловкові (Muscicapidae)
| Українська назва                    | Латинська назва         | Автор таксона    | Статус МСОП | Зображення |
| Ряд: Горобцеподібні (Passeriformes) |                         |                  |             |            |
| Родина: Мухоловкові (Muscicapidae)  |                         |                  |             |            |
| Мухоловка сіра                      | Muscicapa striata       | Pallas, 1764     | LC          |            |
| Вільшанка                           | Erithacus rubecula      | Linnaeus, 1758   | LC          |            |
| Соловейко західний                  | Luscinia megarhynchos   | Brehm, 1831      | LC          |            |
| Горихвістка чорна                   | Phoenicurus ochruros    | Gmelin, 1774     | LC          |            |
| Горихвістка звичайна                | Phoenicurus phoenicurus | Linnaeus, 1758   | LC          |            |
| Скеляр строкатий                    | Monticola saxatilis     | (Linnaeus, 1766) | LC          |            |
| Скеляр синій                        | Monticola solitarius    | (Linnaeus, 1758) | LC          |            |
| Трав'янка лучна                     | Saxicola rubetra        | Linnaeus, 1758   | LC          |            |
| Трав'янка європейська               | Saxicola rubicola       | Linnaeus, 1766   | LC          |            |
| Кам'янка звичайна                   | Oenanthe oenanthe       | Linnaeus, 1758   | LC          |            |
| Кам'янка іспанська                  | Oenanthe hispanica      | Linnaeus, 1758   | LC          |            |

### Родина Тинівкові (Prunellidae)
| Українська назва                    | Латинська назва    | Автор таксона  | Статус МСОП | Зображення |
| Ряд: Горобцеподібні (Passeriformes) |                    |                |             |            |
| Родина: Тинівкові (Prunellidae)     |                    |                |             |            |
| Тинівка альпійська                  | Prunella collaris  | Scopoli, 1769  | LC          |            |
| Тинівка лісова                      | Prunella modularis | Linnaeus, 1758 | LC          |            |

### Родина Горобцеві (Passeridae)
| Українська назва                    | Латинська назва        | Автор таксона   | Статус МСОП | Зображення |
| Ряд: Горобцеподібні (Passeriformes) |                        |                 |             |            |
| Родина: Горобцеві (Passeridae)      |                        |                 |             |            |
| Горобець хатній                     | Passer domesticus      | Linnaeus, 1758  | LC          |            |
| Горобець польовий                   | Passer montanus        | Linnaeus, 1758  | LC          |            |
| Горобець італійський                | Passer italiae         | Vieillot, 1817) | VU          |            |
| Горобець скельний                   | Petronia petronia      | Linnaeus, 1766  | LC          |            |
| В'юрок сніговий                     | Montifringilla nivalis | Linnaeus, 1766  | LC          |            |

### Родина Плискові (Motacillidae)
| Українська назва                    | Латинська назва   | Автор таксона  | Статус МСОП | Зображення |
| Ряд: Горобцеподібні (Passeriformes) |                   |                |             |            |
| Родина: Плискові (Motacillidae)     |                   |                |             |            |
| Плиска жовта                        | Motacilla flava   | Linnaeus, 1758 | LC          |            |
| Плиска гірська                      | Motacilla cinerea | Tunstall, 1771 | LC          |            |
| Плиска біла                         | Motacilla alba    | Linnaeus, 1758 | LC          |            |
| Щеврик польовий                     | Anthus campestris | Linnaeus, 1758 | LC          |            |
| Щеврик лучний                       | Anthus pratensis  | Linnaeus, 1758 | LC          |            |
| Щеврик лісовий                      | Anthus trivialis  | Linnaeus, 1758 | LC          |            |
| Щеврик гірський                     | Anthus spinoletta | Linnaeus, 1758 | LC          |            |

### Родина В'юркові (Fringillidae)
| Українська назва                    | Латинська назва               | Автор таксона  | Статус МСОП | Зображення |
| Ряд: Горобцеподібні (Passeriformes) |                               |                |             |            |
| Родина: В'юркові (Fringillidae)     |                               |                |             |            |
| Зяблик                              | Fringilla coelebs             | Linnaeus, 1758 | LC          |            |
| В'юрок                              | Fringilla montifringilla      | Linnaeus, 1758 | LC          |            |
| Костогриз                           | Coccothraustes coccothraustes | Linnaeus, 1758 | LC          |            |
| Снігур                              | Pyrrhula pyrrhula             | Linnaeus, 1758 | LC          |            |
| Зеленяк                             | Carduelis chloris             | Linnaeus, 1758 | LC          |            |
| Коноплянка                          | Acanthis cannabina            | Linnaeus, 1758 | LC          |            |
| Шишкар ялиновий                     | Loxia curvirostra             | Linnaeus, 1758 | LC          |            |
| Щиглик                              | Carduelis carduelis           | Linnaeus, 1758 | LC          |            |
| Чиж цитриновий                      | Carduelis citrinella          | (Pallas, 1764) | LC          |            |
| Щедрик                              | Serinus serinus               | Linnaeus, 1766 | LC          |            |
| Чиж                                 | Spinus spinus                 | Linnaeus, 1758 | LC          |            |

### Родина Вівсянкові (Emberizidae)
| Українська назва                    | Латинська назва      | Автор таксона  | Статус МСОП | Зображення |
| Ряд: Горобцеподібні (Passeriformes) |                      |                |             |            |
| Родина: Вівсянкові (Emberizidae)    |                      |                |             |            |
| Просянка                            | Emberiza calandra    | Linnaeus, 1758 | LC          |            |
| Вівсянка звичайна                   | Emberiza citrinella  | Linnaeus, 1758 | LC          |            |
| Вівсянка гірська                    | Emberiza cia         | Linnaeus, 1766 | LC          |            |
| Вівсянка садова                     | Emberiza hortulana   | Linnaeus, 1758 | LC          |            |
| Вівсянка очеретяна                  | Emberiza schoeniclus | Linnaeus, 1758 | LC          |            |